# Akademski pevski zbor Maribor
Akademski pevski zbor Maribor je bil ustanovljen leta 1964 kot moški Pevski zbor KUD Študent. 
Njegov prvi dirigent je bil tedanji dijak 3. letnika Centra za glasbeno vzgojo, 17 letni Stane Jurgec. Vsi pogoji za ustanovitev mešanega pevskega zbora so bili izpolnjeni nekaj let kasneje s formalno ustanovitvijo Univerze v Mariboru. Člani zbora so še danes študentje te univerze. Prvo leto je mešani zbor KUD Študent vodil Ivan Vrbančič zaradi odsotnosti Staneta Jurgeca, ob njegovem prihodu pa je tako pod okriljem Univerze nastal Akademski pevski zbor Boris Kraigher. V skladu z novim obdobjem, ki je šele prihajalo, se je zbor leta 1991 preimenoval v Akademski pevski zbor Maribor in to ime obdržal vse do današnjih dni. Od sezone 2012/2013 vodi zbor Tadeja Vulc.

## Dirigenti zbora
- Stane Jurgec (1964 - 1975)
- Ivan Vrbančič (1975 - 1976)
- Stane Jurgec (1976 - 1991)
- Alenka Korpar (1991 - 1994)
- Simon Robinson (1994 - 1999)
- Jože Fürst (1999 - 2002)
- Zsuzsa Budavari Novak (2002 - 2012)
- Tadeja Vulc (2012 - )